# Transakce za sekundu
Transakce za sekundu (TPS), angl. transaction per second, je v oblasti technologie blockchain údaj vyjadřující rychlost sítě a její schopnosti zpracovávat transakce. Díky TPS je možné do určité míry porovnávat rychlost jednotlivých blockchainů, nejedná se však o jediný údaj, který lze k porovnání schopnosti sítě použít. TPS je možno použít také při měření rychlosti centralizovaných platebních sítí, jako např. Visa.

## Přehled TPS prvních vrstev
| Název blockchainu | TPS         |
| ----------------- | ----------- |
| BTC               | 5 - 7       |
| ETH               | 15 - 45     |
| BNB               | 300         |
| XRP               | 1500 - 3400 |
| SOL               | 4500        |
| ADA               | 4-15        |
| TRX               | 2000        |
| MATIC             | 3200        |
| AVAX              | 4500        |
| DOT               | 1000        |

## Výpočet
Pro výpočet TPS jsou potřeba 3 údaje: 
- Čas bloku
- Velikost bloku
- Velikost transakce

TPS = (velikost bloku / velikost transakce) / čas bloku

## Navyšování TPS
Některé blockchainy využívají pro navýšení TPS tzv. druhou vrstvu. Jedná se o metodu škálování, která má za cíl dosáhnout vyšších rychlostí. Například největší kryptoměna Bitcoin má samotné TPS velmi nízké, a proto bylo vyvinuto řešení druhé vrstvy bitcoinové sítě nazvané Lightning Network. Tato vrstva teoreticky dosažitelné TPS zvyšuje až na miliony TPS.